# Булычевы (Орловский район)
 Булычевы  — деревня в Орловском районе Кировской области. Входит в состав Орловского сельского поселения.

## География
Расположена у северо-восточной границы райцентра города Орлова.

## История
Известна была с 1678 года как починок Тренинской Хохлова с 1 двором,  в 1764 году 29  жителей. В 1873 году здесь (починок Терентия Хохлова или Булычевы) дворов 8 и жителей 46, в 1905 9 и 49, в 1926 (Булычевы или Терентия Хохлова) 10 и 35, в 1950 (Булычевы) 12 и 40, в 1989 100 жителей. В 1950-е годы работал колхоз «16 лет Октября». С 2006 по 2011 год входила в состав Лугиновского сельского поселения.

## Население
Постоянное население было 90 человек (русские 98%) в 2002 году, 85 человек в 2010.